# Karia Ba Mohamed
Karia Ba Mohamed (en àrab قرية با محمد, Qaryat Bā Muḥammad; en amazic ⵇⵕⵢⵜ ⴱⴱⵯⴰ ⵎⵓⵃⵎⵎⴷ) és un municipi de la província de Taounate, a la regió de Fes-Meknès, al Marroc. Segons el cens de 2014 tenia una població total de 18.762 persones.